# Projet Wagner-Rogers

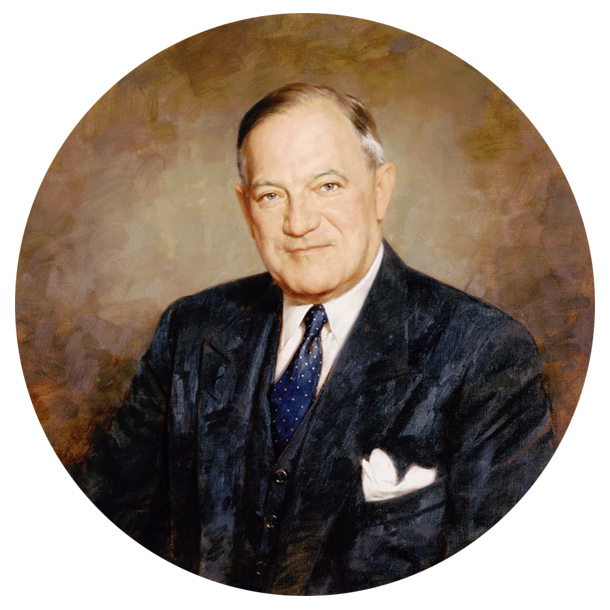
Robert F. Wagner

Le projet Wagner-Rogers (Wagner-Rogers Child Refugee Bill) est un projet de loi datant de 1939 et destiné à faire accueillir 20 000 enfants juifs allemands par les États-Unis. Cette initiative ne fut pas votée par le Congrès américain.

## Histoire

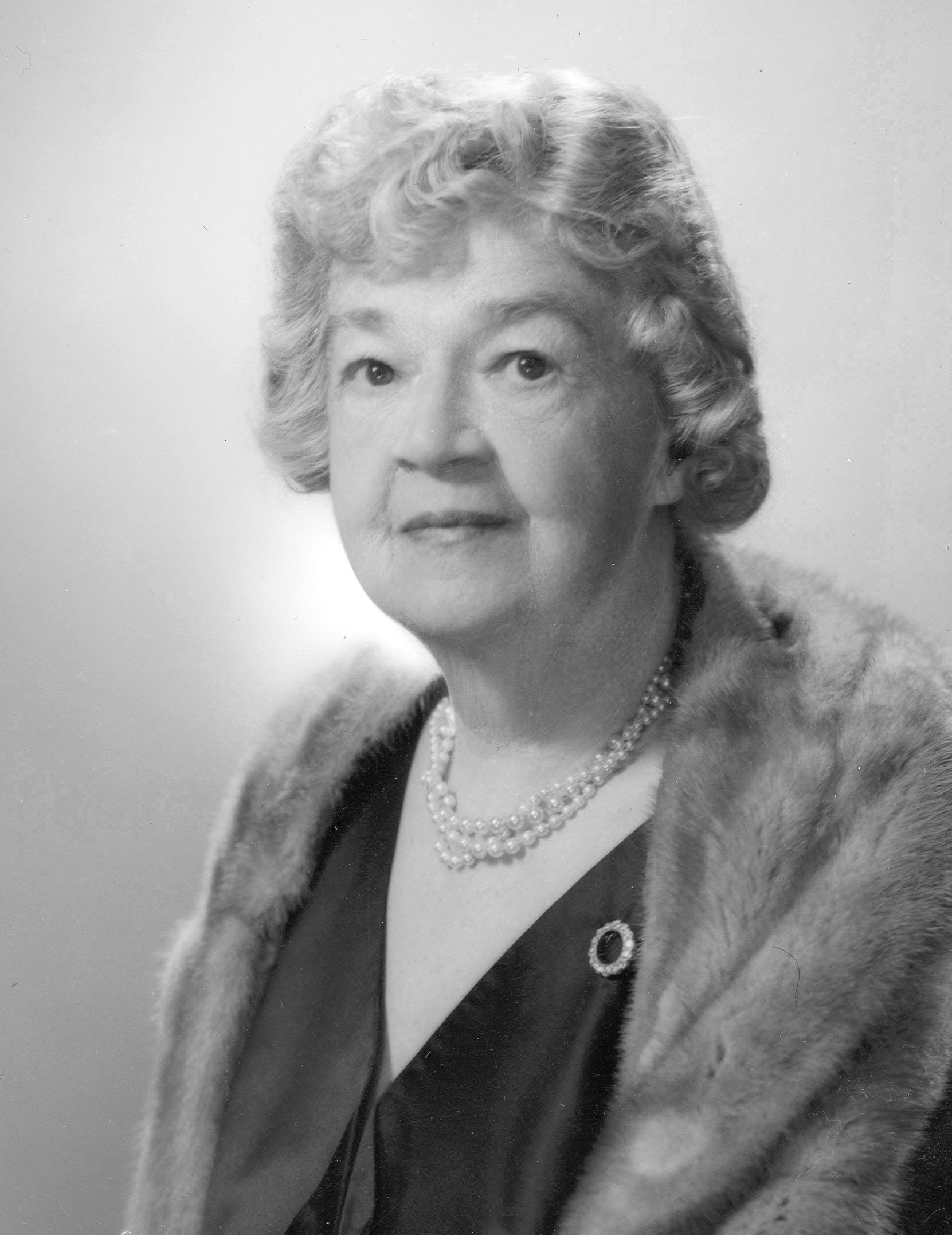
Edith Nourse Rogers

Au lendemain de la nuit de Cristal (novembre 1938), le projet Wagner-Rogers tente de modifier la législation américaine en augmentant les quotas d'immigration pour sauver une partie des enfants juifs menacés par l’Allemagne nazie : il prévoit d'accueillir 20 000 enfants de moins de 14 ans, dont 10 000 en 1939 et 10 000 en 1940.
Ce projet de loi est l'œuvre de deux parlementaires : le sénateur démocrate de New York Robert F. Wagner (1877-1953) et la députée républicaine du Massachusetts Edith Nourse Rogers (1881-1960).
L’initiative de Robert F. Wagner et d'Edith Rogers fait débat dans l’opinion. D’une part, elle reçoit le soutien de plusieurs personnalités, dont les acteurs Henry Fonda et Helen Hayes, l’ancienne Première Dame Grace Coolidge et, d’une façon plus paradoxale mais non moins influente, l’ancien président Herbert Hoover. Mais, d’autre part, le projet se voit combattu par des groupes de pression nativistes ou nationalistes, telles l’American Legion et les Filles de la Révolution américaine, qui optent pour une attitude isolationniste. Quant à Roosevelt et à son épouse, ils s’abstiennent de prendre parti publiquement.
Au mois d’avril 1939, les discussions durent quatre jours au sein d’une commission réunissant des membres du Sénat et de la Chambre des représentants, après quoi les sous-commissions votent à l’unanimité en faveur du projet. Celui-ci est alors transmis au House Immigration Committee, où il subit de nouvelles attaques, dues en particulier au blocage du sénateur démocrate de Caroline du Nord Robert Rice Reynolds (en) (1884-1963), connu pour son antisémitisme. Or Roosevelt a besoin de l'appui de Reynolds pour obtenir du Congrès l'augmentation du budget de la défense. Jointe au silence de la Maison-Blanche, l’opposition parvient à dénaturer le projet par le jeu d'amendements successifs, ce qui aboutit à son annulation. Au terme de plusieurs mois d'affrontements, le projet Wagner-Rogers ne sera même pas proposé au vote du Congrès.